# Stojowice
Stojowice est une localité polonaise de la gmina de Dobczyce, située dans le powiat de Myślenice en voïvodie de Petite-Pologne.